# 航空医療後送

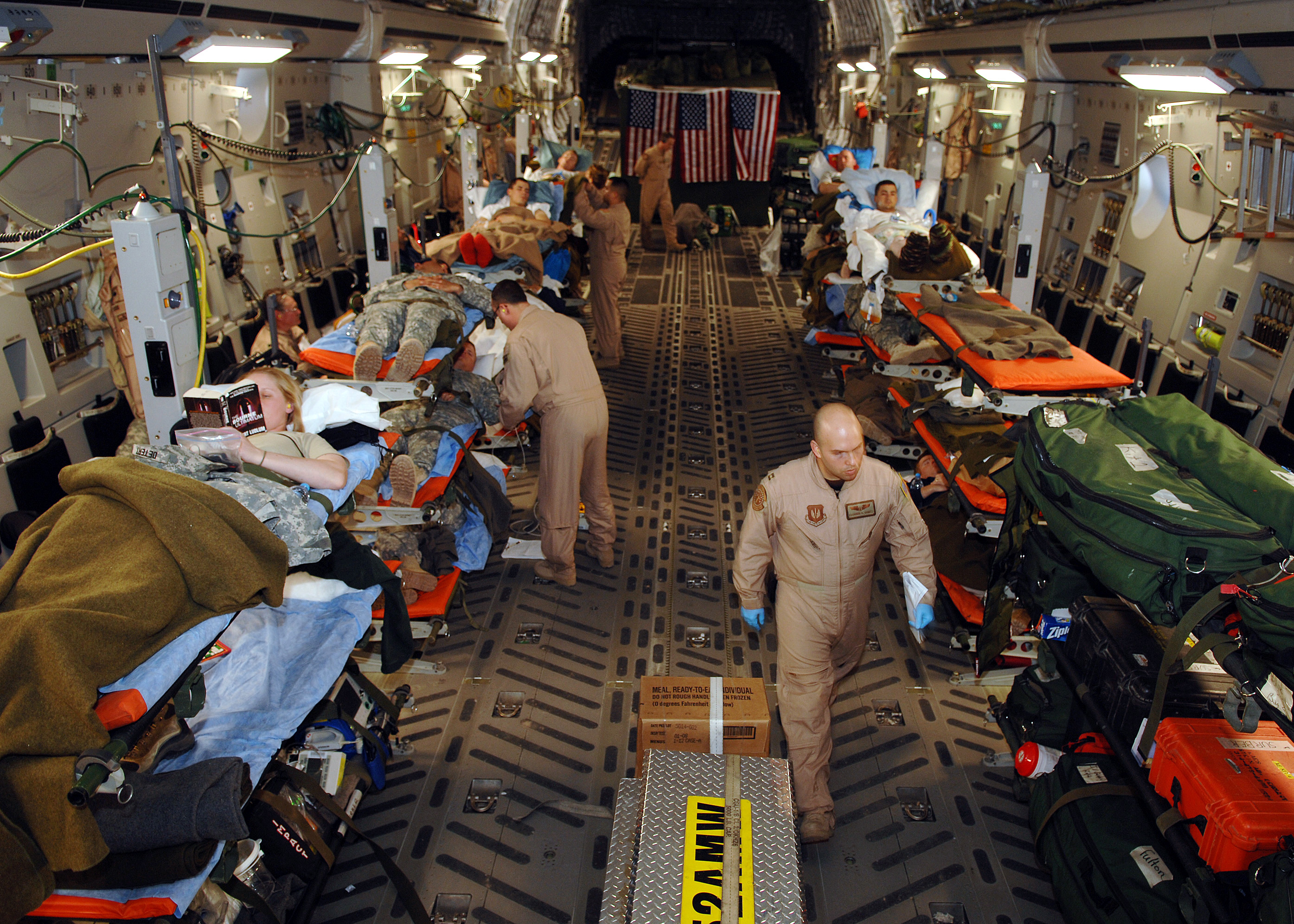
C-17輸送機による航空医療後送（2007年）

航空医療後送（こうくういりょうこうそう; 英語: Aeromedical evacuation, AE）は、航空機によって傷病者を輸送することであり、通常、医療機関からより高次の医療機関への転送として行われる。航空自衛隊では機上医療と呼称する。

## 概要
アメリカ陸軍航空軍では、第二次世界大戦中に医療航空後送飛行隊（Medical Air Evacuation Squadrons, MAES）を編成してC-46を運用し、戦後はC-54などを運用した。これらの部隊・機材はアメリカ空軍に引き継がれ、空軍・海軍の航空輸送部門がMATS (Military Air Transport Service) として統合されたのち、1950年代にはその隷下に航空医療後送飛行隊（Aeromedical Evacuation Squadron, AES）が編成され、C-47やC-54はC-118やC-131に更新された。特に1954年から運用を開始したC-131Aは、本格的なAE機に改装された最初の機体であった。
これらの機体のAEミッションは、当初はアメリカ国内での搬送を対象としていたが、ベトナム戦争が始まった1964年にはまずヨーロッパでの海外ミッションを開始、ついでアジアへと活動の場を広げていった。また海外でのAEミッションが本格化すると、医療設備の整ったアメリカ合衆国本土への搬送数も増え、これに伴いジェット機であるC-135が用いられるようになった。これにより、従来のプロペラ機ではアジアからアメリカ本土への搬送に数日を要したものが一日で済むようになり、救命率が大幅に向上した。その後、ベトナム戦争での負傷者が増えてくると、貨物輸送機に担架を配置して輸送する方法が用いられるようになり、C-119やC-124、C-130などが用いられた。
1968年からは新型のC-9Aの導入が開始され、ベトナム戦争後の1975年にはこれを用いたAEミッションを行う9AESが編成された。ただし同機は、最大で担架40床を搭載できるものの、航続距離が短く空中給油にも対応できないという問題があり、2000年代に入って老朽化が進んでも直接の後継機は導入されず、短距離であればC-21A（担架2床）やC-130（74床）、長距離ではKC-135やKC-10、C-141、C-17といった輸送機にそのための設備を搭載してAEミッションを行うようになっていった。
なお航空自衛隊でも、同様に輸送機をAEミッションに使用するための機動衛生ユニットを開発・配備しており、航空機動衛生隊によって運用されている。